# Quần đảo Canaria
Quần đảo Canaria (tiếng Tây Ban Nha: Islas Canarias [ˈizlas kaˈnaɾjas], địa phương [ˈiʱlːaʰ kaˈnaːɾjaʰ]), cũng được gọi là Canarias, là một quần đảo và cộng đồng tự trị của Tây Ban Nha nằm trong Đại Tây Dương, cách Maroc 100 kilômét (62 dặm) về phía tây. Quần đảo Canarias là một lãnh thổ thuộc nhóm ngoại vùng (OMR) của Liên minh châu Âu. Đây cũng là một "quốc gia lịch sử" được công nhận bởi chính phủ Tây Ban Nha.
Các đảo chính là (từ lớn tới nhỏ nhất) Tenerife, Fuerteventura, Gran Canaria, Lanzarote, La Palma, La Gomera và El Hierro. Ngoài ra, quần đảo Canaria còn một số đảo/đảo nhỏ khác: La Graciosa, Alegranza, Isla de Lobos, Montaña Clara, Roque del Oeste và Roque del Este. Quần đảo Canaria là lãnh thổ xa nhất về phía nam của Tây Ban Nha và là nhóm đảo lớn nhất và đông dân nhất Macaronesia.